# Borup (Køge)
Borup is een plaats in de Deense regio Seeland, gemeente Køge, en telt 3965 inwoners (2008).